# Kuany Kuany
Kuany Ngor Kuany (Aweil, 8 luglio 1994) è un cestista sudsudanese con cittadinanza australiana.

## Carriera
Con il Sudan del Sud ha disputato i Campionati africani del 2021 e al Mondiale 2023.